# پارچین
پارچین نام منطقه‌ای در جنوب شرقی شهر تهران و شمال شرقی شهرستان پاکدشت است.
دسترسی به پارچین از طریق بزرگراه امام رضا میسر است.

## تأسیسات نظامی پارچین
منطقه نظامی پارچین محل استقرار صنایع نظامی ایران از جمله صنایع تولید و نگه‌داری موشک و تاسیسات هسته ای است‌.

در آبان ۱۳۵۵ (نوامبر۱۹۷۶)‌ در زمان شاه، پارچین به عنوان محل مونتاژ موشک های راپیر ایران انتخاب شد. این پروژه بعداً لغو می شود.

## تاریخ

#### موتور موشک -
در شمال غربی پارچین در تپه‌های برجمالی، محدوده آزمایشی موتورهای موشک‌های سوخت مایع بخشی از تحقیقات خجیر گروه صنعتی شهید همت (SHIG) است.تاسیسات ۳۵°۳۹′۵۰″ شمالی ۵۱°۴۳′۴۵″ شرقی که در آن امضای شلیک ایستگاه آزمایشی موتور، احتمالاً شامل فناوری موشک روسی SS-4 Sandal، توسط یک ماهواره جاسوسی آمریکایی در آگوست ۱۹۹۷ (۱۳۴۹) تایید شد.
در ۱۵ دسامبر ۱۹۹۷ (،۱۳۷۶ سامس)‌ SHIG حداقل ششمین آزمایش موتور مورد نیاز برای یک موشک بالستیک با برد ۸۰۰ مایل (۱۳۰۰ کیلومتر) را در سال ۱۹۹۷ انجام داد. طبق اطلاعات موجود، این آزمون ششمین یا هشتمین آزمون در سال ۱۹۹۷  بود.

#### تونل باد ۱۹۹۷ -
گزارش شده است که موسسه مرکزی آیرودینامیک روسیه TsAGI در اوایل سال ۱۹۹۷ قراردادی برای ساخت یک تونل باد در SHIG برای طراحان موشکی ایرانی و روسی برای پالایش موشک شهاب-۳ منعقد کرد.

#### بازرسی ۲۰۰۵ (۱۳۸۴ سامسی) آژانس بین المللی انرژی اتمی -
در ۱۳ ژانویه ۲۰۰۵، به بازرسان آژانس بین‌المللی انرژی اتمی (IAEA) به عنوان اقدامی برای اعتمادسازی اجازه دسترسی به پایگاه نظامی پارچین داده شد. بازرسان آژانس بین المللی انرژی اتمی در نوامبر ۲۰۰۵ از این سایت بازدید کردند.

#### انفجار ۲۰۰۷ -
در نوامبر ۲۰۰۷، یک انفجار در یک انبار رخ داد. آتش نشانان با موفقیت آتش حاصله را خاموش کردند. ۴ نفر مجروح شدند.

#### گزارش ۲۰۱۱ توسعه هسته ای -
در اواخر سال ۲۰۱۱ ، آژانس بین المللی انرژی اتمی اعلام کرد که محوطه سازی، تخریب و ساخت و سازهای جدید را در این سایت مشاهده کرده است. در نوامبر ۲۰۱۱، آژانس بین المللی انرژی اتمی اعلام کرد که اطلاعات موثقی دارد مبنی بر اینکه پارچین محل فعالیت هایی با هدف توسعه سلاح هسته ای است.

#### ۲۰۱۲ (۱۳۹۱)‌ - فراخون برای بازرسی -
در ۸ مارس ۲۰۱۲ - 
- ایالات متحده آمریکا
- بریتانیا
- فرانسه
- آلمان
- روسیه
- چین

از ایران خواستند تا به بازرسان سازمان ملل اجازه بازدید از سایت نظامی پارچین را بدهد.

#### انفجار ۲۰۱۴ (۱۳۹۳) -
در اوایل اکتبر ۲۰۱۴، نیویورک تایمز در مورد نگرانی خرابکارانه ناشی از انفجاری که در محل رخ داد، گزارش داد گزارش شده است که یک "فلش نارنجی عظیم" از تهران دیده شده است. ۲ نفر کشته شدن .

#### ادعای برنامه تسلیحات هسته ای در سال ۲۰۱۵ (۱۳۹۴) -
در ژوئیه ۲۰۱۵ ، ادعاهایی مبنی بر وجود فعالیت در مجتمع نظامی مرتبط با تسلیحات هسته‌ای وجود داشت، اما مأموریت ایران در سازمان ملل اعلام کرد که هیچ گونه تولید سلاح هسته‌ای در سایت وجود ندارد و فعال‌سازی مجدد تصور اشتباهی است که ناشی از جاده است. بازسازی روبروی سد ماملو، نزدیک مجتمع نظامی پارچین. محمد جواد ظریف، وزیر امور خارجه ایران مدعی شد که تحلیل‌های موسسه علوم و امنیت بین‌الملل از تصاویر ماهواره‌ای دروغ بوده است.
در آگوست ۲۰۱۵ (۱۳۹۴ شامسی)، آژانس بین المللی انرژی اتمی اعلام کرد که به نظر می رسد گسترش کوچکی به یک ساختمان موجود در پارچین ساخته شده است.
در ۲۰ سپتامبر ۲۰۱۵، یوکیا آمانو مدیر کل آژانس بین‌المللی انرژی اتمی، همراه با مدیر پادمان، ترو وارجورانتا، به پارچین رفت تا توضیحاتی در مورد فعالیت‌های هسته‌ای این سایت کسب کند. روز بعد، آمانو از نمونه‌هایی که خود ایرانی‌ها برداشته‌اند و طبق «روش‌های تعیین‌شده» به آژانس تحویل داده شده، ابراز رضایت کرد. کارشناسان آژانس بین‌المللی انرژی اتمی در طول نمونه‌برداری حضور فیزیکی نداشتند، اما آمانو گفت که این رویه با "معیارهای دقیق آژانس" مطابقت دارد که "یکپارچگی فرآیند نمونه‌برداری و صحت نمونه‌ها" را تضمین می‌کند.
آنچه در ادامه می‌آید نقل قولی از گزارش آژانس بین‌المللی انرژی اتمی در مورد بازدید سپتامبر ۲۰۱۵ از پارچین است.
۵۳. هنگامی که مدیرکل و معاون مدیرکل در امور پادمان از ساختمان اصلی مورد علاقه آژانس در سایت پارچین در ۲۰ سپتامبر ۲۰۱۵ بازدید کردند، آنها اتاقک یا تجهیزات مرتبط را در داخل ساختمان مشاهده نکردند. آنها، از جمله، نشانه‌های اخیر بازسازی داخلی، طبقه‌ای با سطح مقطع غیرعادی و سیستم تهویه را مشاهده کردند که ناقص به نظر می‌رسید.
۵۴. ایران طی مباحثات در جلسات فنی-کارشناسی تحت نقشه راه اظهار داشت که این ساختمان همیشه برای ذخیره سازی مواد شیمیایی برای تولید مواد منفجره استفاده می شده است.
۵۵. آژانس نمونه های محیطی را تجزیه و تحلیل کرده است. آژانس ترکیبات منفجره یا پیش سازهای آنها را شناسایی نکرد که نشان دهد این ساختمان برای ذخیره طولانی مدت مواد شیمیایی برای مواد منفجره استفاده شده است. نتایج دو ذره را شناسایی کرد که به نظر می‌رسد ذرات اورانیوم طبیعی اصلاح شده توسط انسان هستند. این تعداد کمی از ذرات با چنین ترکیب عنصری و مورفولوژی برای نشان دادن ارتباط با استفاده از مواد هسته ای کافی نیست.
۵۶. پس از تکمیل نشست فنی-کارشناسی در ۱۴ اکتبر ۲۰۱۵، که در آن ایران تصاویر ماهواره ای آژانس را با نشان دادن عکس هوایی گرفته شده توسط ایران به چالش کشید، آژانس تصاویر ماهواره ای جدیدی را از منابع مختلف، از جمله یک منبع تجاری، که پشتیبانی می کرد، به دست آورد. نشانه های قبلی وجود یک شی استوانه ای بزرگ در محل مورد نظر آژانس در سایت پارچین در تابستان ۲۰۰۰.
۵۷. اطلاعات در دسترس آژانس، از جمله نتایج تجزیه و تحلیل نمونه‌گیری و تصاویر ماهواره‌ای، از اظهارات ایران در مورد هدف ساختمان پشتیبانی نمی‌کند. در نتیجه فعالیت‌های اجرا شده تحت نقشه راه، آژانس مشخص کرده است که از ۲۰ سپتامبر ۲۰۱۵ ، سیلندر در ساختمان اصلی مورد نظر نبوده است. آژانس ارزیابی می کند که فعالیت های گسترده ای که ایران از فوریه ۲۰۱۲ در مکان خاص مورد علاقه آژانس انجام داده است، توانایی آژانس برای انجام راستی آزمایی مؤثر را به طور جدی تضعیف کرده است.

#### اثبات برنامه تسلیحات هسته ای در سال ۲۰۱۵ -
در ژوئن ۲۰۱۶، بازرسان آژانس بین المللی انرژی اتمی به وال استریت ژورنال گزارش دادند که در دسامبر ۲۰۱۵ آثاری از اورانیوم را در تاسیسات پارچین پیدا کردند و اولین شواهد فیزیکی از برنامه تسلیحات هسته ای در سایت مجتمع موشکی را ایجاد کردند.
انفجار ۲۶ ژوئن ۲۰۲۰ -
همچین ببین - آتش‌سوزی‌ها و انفجارهای ایران در ۲۰۲۰
گدر اوایل صبح روز ۲۶ ژوئن ۲۰۲۰، انفجاری در نزدیکی پایگاه نظامی پارچین رخ داد. به گفته داوود عبدی، سخنگوی وزارت دفاع، این به دلیل "نشت گاز" در "محل ذخیره گاز" در نزدیکی پایگاه بوده است. در خبری که روز بعد توسط آسوشیتدپرس منتشر شد، تصاویر ماهواره‌ای سنتینل-2 نشانه‌هایی از یک منطقه سیاه‌شده وسیع در تپه‌های واقع در مجاورت تأسیسات مهمات و کارخانه موشک‌های کروز در پایگاه موشکی خجیر را نشان می‌دهد که شواهدی از انفجار و آتش است که آسمان شب تهران را روشن کرد. 
در 29 ژوئن، نیویورک تایمز دولت ایران را متهم کرد که به دروغ گفته است که انفجار در پارچین رخ داده است، زیرا عکس های ماهواره ای نشان می دهد که انفجار در مرکز تولید موشک خجیر مجاور رخ داده است.

#### ۲۶ اکتبر ۲۰۲۴ (۱۴۰۳ خورشیدی) حملات هواییاسرائیل-
همچین ببین - حمله اکتبر ۲۰۲۴ اسرائیل به ایران
بنا بر گزارش ها، پارچین از جمله سایت هایی بود که اسرائیل در حملات تلافی جویانه خود به ایران در شب ۲۶ اکتبر ۲۰۲۴ (۵ ابان ۱۴۰۳) هدف قرار داد. به گفته مقامات ایرانی به نقل از نیویورک تایمز، پهپادهای اسرائیلی این پایگاه را در جریان موج دوم حمله هدف قرار دادند. چندین پهپاد رهگیری و سرنگون شدند، اگرچه یکی از آنها موفق شد به تاسیسات حمله کند.
دو پایگاه نظامی ایران در اثر حمله اسرائیل آسیب دیدند: پایگاه نظامی پارچین، که در آن تأسیسات مظنون به ارتباط با برنامه تسلیحات هسته‌ای ایران، از جمله ساختمان «طالقان 2» مرتبط با مطالعات فشرده‌سازی اورانیوم طبیعی، و پایگاه نظامی خجیر، که در آن آسیب دیدند. ساختمان‌هایی که سیستم‌های تونل و سایت‌های تولید موشک را در خود جای داده بودند، به همراه انبارهای تولید سوخت جامد برای موشک‌های بالستیک آسیب دیدند. همچنین کارخانه ای در شهرک صنعتی شمس آباد متعلق به شرکت تیکو که در ساخت ماشین آلات پیشرفته صنعت نفت و گاز تخصص دارد، آسیب دید و این حمله منجر به کشته شدن 4 نظامی ایرانی از سامانه های پدافند هوایی شد. توجه به این نکته مهم است که تأسیسات هسته ای و صنعت نفت ایران تحت تأثیر این حمله قرار نگرفتند و حملات اسرائیل در مقایسه با حملات موشکی قبلی ایران با دقت بالاتری مشخص شد.

## حوادث

### ۱۳۸۶
در تاریخ ۲۲ آبان ۱۳۸۶ انفجاری در منطقه پارچین رخ داد. که گفته می‌شود به روستای حمامک نیز آسیب زد.

### ۱۳۹۹
در ساعات پایانی ۵ تیر ۱۳۹۹، صدا و نور حاصل از انفجاری مهیب از این منطقه بلند شد که سخنگوی وزارت دفاع جمهوری اسلامی ایران علت آن را نشت و انفجار مخزن گاز اعلام کرد.